# Vlahovići (Travnik, BiH)
Vlahovići su naseljeno mjesto u općini Travnik, Federacija Bosne i Hercegovine, BiH.
Nalazi se zapadno od Travnika.

## Stanovništvo

### 1991.
Nacionalni sastav stanovništva 1991. godine, bio je sljedeći:
ukupno: 344
- Muslimani - 342
- Hrvati - 1
- ostali, neopredijeljeni i nepoznato - 1

### 2013.
Nacionalni sastav stanovništva 2013. godine, bio je sljedeći:
ukupno: 309
- Bošnjaci - 246
- Hrvati - 1
- ostali, neopredijeljeni i nepoznato - 62